# Xã Bethlehem, Quận Northampton, Pennsylvania
Xã Bethlehem (tiếng Anh: Bethlehem Township) là một xã thuộc quận Northampton, tiểu bang Pennsylvania, Hoa Kỳ. Năm 2010, dân số của xã này là 23.730 người.